# چاسار
چاسار (به مجاری:  Császár) یک شهرداری در مجارستان است که در ناحیه کیشبر واقع شده‌است. چاسار ۶۷٫۸۲ کیلومتر مربع مساحت و ۱٬۸۹۲ نفر جمعیت دارد.